# 巴特格勒嫩巴赫
巴特格勒嫩巴赫是德国巴伐利亚州的一个市镇。总面积42.02平方公里，总人口5273人，其中男性2573人，女性2700人（2011年12月31日），人口密度125人/平方公里。